# Team Pro féminin Les Carroz
Team Pro féminin Les Carroz (UCI Team Code: TPF) — бывшая французская профессиональная женская шоссейная велокоманда, выступавшая в элитных шоссейных велогонках, в том числе в Кубке мира UCI.

## Рейтинг UCI
В таблице представлены позиции команды в рейтинге Международного союза велосипедистов по итогам сезона, а также лучший велогонщик в индивидуальном рейтинге по итогам каждого сезона.
| Год  | Рейтинг команды | Лучшая спортсменка в индивидуальном зачете |
| 2006 | 20              | Беатрис Тома (52)                          |
| 2007 | 20              | Магали Мокери (71)                         |
| 2008 | ?               | Эдвиж Питель (39)                          |

## Главные победы

### Национальные чемпионаты
Шоссе
 Чемпионат Франции: 2
Групповая гонка: 2008 (Жанни Лонго)
Индивидуальная гонка: 2008 (Жанни Лонго)
Трек
 Чемпионат Франции: 2
Индивидуальная гонка преследования: 2008 (Жанни Лонго)
Скретч: 2008 (Эдвиж Питель)

## Руководство
Командой руководил Филипп Белланди. В 2006 году менеджером команды был Жильбер Галлай, а с 2007 по 2008 годы — Гвенаэль Руо. Ив Хеллегуарх представлял команду в UCI в 2006 и 2007 годах. Ален Берже был заместителем менеджера команды с 2007 по 2008 годы.